# Liste der Biografien
Die Liste der Biografien führt alle Personen auf, die in der deutschsprachigen Wikipedia einen Artikel haben. Manuelle Ergänzungen oder Veränderungen sind nicht nötig, da die Einträge von einem Programm automatisch aus der Wikipedia-Datenbank abgerufen und eingetragen werden.
Da es in der Wikipedia aktuell 974.085 Biografien gibt, wurde eine alphabetische Aufteilung in viele Teillisten nötig. Die Sortierung innerhalb der Listen erfolgt wie in der Wikipedia üblich; so wird beispielsweise der Name Müller direkt bei Muller, nicht bei Mueller, aufgeführt.
Liste der Biografien |
Portal Biografien |
Personensuche
# |
A |
B |
C |
D |
E |
F |
G |
H |
I |
J |
K |
L |
M |
N |
O |
P |
Q |
R |
S |
T |
U |
V |
W |
X |
Y |
Z |
?